# Мануїльський Дмитро Захарович

Могила Дмитра Мануїльського на Байковому кладовищі

Постамент знесеного «невідомими» пам'ятника Мануїльському у Києві. Березень 2014 року

Дмитро́ Захарович Мануї́льський (партійні псевдоніми — «Мефодій», «Фома», «Іван Безграмотний»; 21 вересня [3 жовтня] 1883, село Святець, Волинська губернія, Російська імперія, нині Хмельницька область, Україна — 22 лютого 1959, Київ, Українська РСР, СРСР) — український радянський комуністичний партійний діяч, секретар виконкому Комінтерну, голова делегації ВКП(б) в Комінтерні, один із провідників сталінської політики терору в апараті Комінтерну та закордонних компартіях (1928—1943), професор, доктор історичних наук, академік АН УРСР з 1945. Міністр закордонних справ УРСР (1944—1952).
Член ЦК КП(б)У 22 листопада 1920 — 13 січня 1925 року, 12 грудня 1925 — 5 червня 1930 року і 28 січня 1949 — 23 березня 1954 року. Член Тимчасового бюро ЦК КП(б)У 5 квітня — 17 листопада 1920 р. Член Політичного бюро ЦК КП(б)У 23 листопада 1920 — 4 квітня 1923 р. і 31 липня 1944 — 23 вересня 1952 р. Член Організаційного бюро ЦК КП(б)У 23 листопада 1920 — 4 квітня 1923 р. і 10 липня 1946 — 25 січня 1949 р. Кандидат у члени ЦК РКП(б) в квітні 1922 — квітні 1923 р. Член ЦК ВКП(б) в квітні 1923 — жовтні 1952 р. Член ЦВК СРСР. Депутат Верховної Ради СРСР 1—3-го скликань (1937—1954). Депутат Верховної Ради Української РСР 2—3-го скликань (1947—1955).

## Біографія
Народився в селі Святець Кременецького повіту Волинської губернії (Російська імперія), тепер Хмельницького району Хмельницької області, у родині волосного писаря (потім — православного священика). У 1903 році закінчив Острозьку класичну чоловічу гімназію. Мав брата Михайла.
3 1903 по 1906 рік навчався на історико-філологічному факультеті в Петербузькому університеті. Одночасно, у 1903—1906 роках — репетитор у Санкт-Петербурзі.
Член РСДРП з жовтня 1903 року.
У 1905—1906 роках займався агітаційно-пропагандистською діяльністю в Петербурзі, Двинську та Кронштадті. 1906 року за участь у Кронштадтському повстанні матросів заарештований і засуджений до 5-річного заслання в Якутії. У 1907 році втік з Вологодської пересильної тюрми до Санкт-Петербурга, а звідти — до Двинська і Києва. З 1907 року — член Київського комітету РСДРП, працював у нелегальній військовій організації більшовиків.
Наприкінці 1907 року емігрував у Париж (Франція), де у 1911 році закінчив юридичний факультет Сорбонни. З 1908 по 1917 рік був членом групи «Вперед» у РСДРП.
У 1912—1913 роках незаконно перебував у Петербурзі та Москві, згодом знову емігрував за кордон, де працював за наймом на різних підприємствах. У 1913—1915 роках — журналіст закордонної партійної преси, редактор газет «Голос» і «Наше слово» у Франції. У 1915—1917 роках проживав у Швейцарії, займався створенням революційних кас.
У 1917 році приїхав з-за кордону в Російську імперію (див. Пломбований вагон). У 1917 році увійшов в організацію «міжрайонців», працював на Василівському острові Петрограда, входив до редакції журналу «Вперед». На VI з'їзді РСДРП(б) (серпень 1917) разом з «міжрайонцями» прийнятий в РСДРП(б), член Муніципальної групи при ЦК РСДРП(б), член редакції журналу «Місто і земство» та газети «Пролетар», член Василеостровської районної Ради. У 1917—1918 роках — член Петроградської міської думи.
У жовтні 1917 року — член Петроградського військово-революційного комітету (ВРК). Після більшовицького перевороту, з листопада 1917 року — комісар Петроградського військово-революційного комітету в Красному Селі біля Петрограда.
З 19 листопада 1917 по квітень 1918 року — член колегії Народного комісаріату продовольства РРФСР. З 11 лютого по квітень 1918 року — заступник народного комісара продовольства РРФСР.
З травня 1918 до січня 1919 року — заступник голови делегації РРФСР на мирних переговорах з Українською Державою. 12 червня 1918 року разом із Християном Раковським підписав умови попереднього миру з Українською Державою.
У 1918 році скерований ЦК РКП(б) для організації підпільного більшовицького руху в Україні. Деякий час був близький до фракції так званих федералістів у КП(б)У.
У січні — травні 1919 року працював у місії Червоного Хреста у Франції з репатріації солдат російського експедиційного корпусу, був інтернований до Радянської Росії.
У липні — серпні 1919 року — керівник Політичного комітету оборони Києва. У 1919 році — редактор органу ЦК КП(б)У газети «Коммунист».
У вересні — грудні 1919 року — уповноважений з продовольчого постачання 12-ї армії РСЧА.
11 грудня 1919 — 19 лютого 1920 року — член Всеукраїнського ревкому. У грудні 1919 року — голова Київського губернського революційного комітету.
З лютого 1920 по 1921 рік — народний комісар землеробства Української СРР, заступник голови Ради народних комісарів УСРР. У 1920—1921 роках — учасник польсько-радянських мирних переговорів у Ризі.
З 15 грудня 1921 по 4 квітня 1923 року — перший секретар ЦК КП(б)У. Одночасно, з 1921 по квітень 1924 року — відповідальний редактор газети «Комуніст» у Харкові.
У липні 1924 — 15 травня 1943 року — член виконавчого комітету і член Президії виконавчого комітету Комуністичного Інтернаціоналу (Комінтерну) в Москві. У грудні 1926 — липні 1928 року — секретар виконавчого комітету Комуністичного Інтернаціоналу. У вересні 1928 — квітні 1931 року — кандидат у члени Секретаріату виконавчого комітету Комуністичного Інтернаціоналу. 15 квітня 1931 — 15 травня 1943 року — секретар виконавчого комітету Комуністичного Інтернаціоналу. Голова делегації ВКП(б) в Комінтерні, один із провідників сталінської політики терору в апараті Комінтерну та закордонних компартіях.
У липні — грудні 1943 року — член Головного політичного управління РСЧА. У січні — червні 1944 року — заступник завідувача відділу міжнародної інформації ЦК ВКП(б).
12 липня 1944 — жовтень 1953 року — заступник голови Ради народних комісарів (з 1946 року — Ради Міністрів) УРСР Одночасно, 12 липня 1944 — 10 червня 1952 року — народний комісар (з 1946 року — міністр) закордонних справ УРСР.
У квітні 1945 очолював делегацію УРСР на міжнародну конференцію у Сан-Франциско, що оформила створення ООН, та на Паризькій мирній конференції 1946. Брав участь у роботі перших сесій Генеральної асамблеї ООН, на яких виступав з промовами, спрямованими проти діяльності української еміграції. З січня 1948 по грудень 1949 року був представником УРСР в Раді Безпеки ООН, виконував обов'язки голови Ради Безпеки ООН.
У 1945—1946 роках, виступивши ініціатором, ідеологом і керівником нової кампанії боротьби проти «українського буржуазного націоналізму», розгорнув широкомасштабну акцію з переслідування та цькування української інтелігенції, зокрема, найвідоміших тогочасних істориків Миколи Петровського та Івана Крип'якевича, письменників Олександра Довженка, Володимира Сосюри, Юрія Яновського, Максима Рильського та інших.
З жовтня 1953 року — на пенсії у місті Києві, важко хворів. Похований у Києві на Байковому кладовищі (ділянка № 1; надгробок — бронза, граніт, скульптори О. П. Олійник і М. К. Вронський; встановлений у 1966).

## Родина
- Дружина — Мануїльська (Лебедєва) Лізавета Миколаївна (1887—1963)[5] (за деякими джерелами Софія).[6][7]
- Донька — Тамара Дмитрівна Мануїльська (1919—?), піаністка, викладала в Центральній музичній школі при Московській консерваторії.
- Донька — Ірина Дмитрівна Михайлова (1916—?), інвалід з дитинства.
- Друга дружина (з липня 1930) — Варвара Платонівна Мануїльська (1902—?)
- Син — Володимир Дмитрович Мануїльський (1941—)
- Син — Анатолій Дмитрович Мануїльський (1943—)
- Брат — Мануїлський Михайло Захарович (1892—1955), радянський державний і партійний діяч, журналіст, редактор журналу "Крокодил".

## Нагороди
- три ордени Леніна (3.10.1943, 23.01.1948, 14.10.1953)
- орден Червоної Зірки
- медаль «За оборону Москви»
- медаль «За перемогу над Німеччиною у Великій Вітчизняній війні 1941—1945 рр.»
- медаль «За доблесну працю у Великій Вітчизняній війні 1941—1945 рр.»
- медалі